# Pseudochazara sintenisi
Pseudochazara sintenisi är en fjärilsart som beskrevs av Otto Staudinger 1895. Pseudochazara sintenisi ingår i släktet Pseudochazara och familjen praktfjärilar. Inga underarter finns listade i Catalogue of Life.